# Point Pedro
Point Pedro (syng. පේදුරු තුඩුව, tamil. பருத்தித்துறை) – miasto w Sri Lance, w prowincji Północna.